# Abantis bismarcki
Abantis bismarcki là một loài bướm ngày thuộc họ Bướm nhảy. Loài này được tìm thấy ở Guinée, Bờ Biển Ngà, Ghana, Togo, bắc Nigeria, Cameroon, Cộng hòa Dân chủ Congo, nam Sudan, Uganda và tây Kenya. Môi trường sống của loài này là vùng chuyển tiếp giữa rừng khô và xa van Guinée.